# Zox
Gli Zox sono un gruppo musicale rock statunitense formatosi a Providence, Rhode Island, nel 1999.

## Formazione
- John Zox - batteria
- Eli Miller - voce, chitarra
- Spencer Swain - voce, violino
- Dan Edinberg - voce, basso

## Discografia

### Album in studio
- 2002 - Take Me Home
- 2006 - The Wait
- 2008 - Line In The Sand

### EP
- 2001 - Spacemonkey
- 2002 - Almost Home
- 2005 - The Rest
- 2006 - Sony Connect Sets